# Gosibius intermedius
Gosibius intermedius är en mångfotingart som beskrevs av Chamberlin 1917. Gosibius intermedius ingår i släktet Gosibius och familjen stenkrypare. Inga underarter finns listade i Catalogue of Life.